# Tractat d'Aranjuez (1801)
El Tractat d'Aranjuez de 1801 fou un tractat internacional signat el 21 de març de 1801 entre el Regne d'Espanya i la Primera República Francesa. Els acords signats, en representació del rei Carles IV d'Espanya i de Napoleó Bonaparte, per Manuel Godoy i Lucien Bonaparte respectivament confirmaren la resolució del Tercer Tractat de Sant Ildefons, pel qual s'establia que Ferran I de Parma cedia el ducat de Parma i Piacenza a la Primera República Francesa. A canvi d'aquesta cessió, el seu fill Lluís va rebre el Gran Ducat de Toscana, que fou reconvertit en el Regne d'Etrúria, alhora que Ferran III de Toscana fou recompensat amb terres secularitzades de l'Arquebisbat de Salzburg.

## Acords
Les condicions establertes en aquest nou tractat confirmaven les disposicions de l'anterior, ampliant:
- Renúncia de Ferran al ducat de Parma, per si mateix i els seus hereus.
- Cessió per part de França del Gran Ducat de Toscana a Lluís Francesc de Borbó-Parma, fill del duc de Parma, Ferran.
- Reconeixement de Lluís Francesc de Borbó-Parma com a rei de Toscana, amb el suport de França.
- La part de l'illa d'Elba pertanyent a Toscana quedaria en poder de França, en compensació, el Principat de Piombino i els Presidis de Toscana serien cedits per França a Lluís I d'Etrúria, annexionats al nou territori.
- En cas que faltés la successió a la família de l'infant Lluís, els drets al tron de Toscana serien per a la família reial espanyola.
- Cessió dels territoris de la Louisiana a França.
- Indemnització conjunta hispano-francesa al duc Ferran per la seva renúncia al ducat de Parma.

Aquest nou acord seria ratificat per Carles IV l'11 d'abril d'aquest mateix any. Encara que no va quedar recollit en el tractat, la delegació francesa es va comprometre que en el cas que França volgués desprendre de Louisiana, aquesta només podria ser reculada a Espanya i cap altre país.